# Magda-Nunatak
Der Magda-Nunatak (polnisch Nunatak Magdy) ist ein kleiner Nunatak am Ufer der King George Bay von King George Island im Archipel der Südlichen Shetlandinseln. Er ragt westlich des Lions Rump auf.
Polnische Wissenschaftler benannten ihn 1981 nach Magdalena „Magda“ Swierszcz, die zum technischen Stab zweier polnischer Antarktisexpeditionen (1977–1978 und 1979–1980) gehört hatte.